# 残響リファレンス
『残響リファレンス』（ざんきょうリファレンス）は、ONE OK ROCKの5枚目のオリジナルアルバム。2011年10月5日に発売された。

## 解説
- 前作『Nicheシンドローム』から、約1年4か月ぶりとなるオリジナルアルバム。
- シングルからは「アンサイズニア」、「Re:make/NO SCARED」の3曲が収録された。
- 今作はメンバー自らがNYのSterling Soundにてテッド・ジェンセンと共にマスタリングしている。
- タイトルには「前作で響いたもの（残響）を自分たちで受け取り、参照（リファレンス）して、バンドでさらに進化したものを築き上げる」という意味が込められている。
- 初回限定盤にはシークレットトラック（お遊びトラック）の「たてやま」が収録。その他、カメラマン橋本塁氏によるNYマスタリング時に撮り下ろされたフォトブック、1月に開催される横浜アリーナのライブチケットの抽選カード等が同封されている。

## 収録曲

### CD
- シングル曲およびカップリング曲の解説は各ページを参照。

1. Coda [0:50]
  - 作曲：Toru / 編曲：Toru & akkin

インスト曲。曲名は「楽章終結部」という意味の音楽用語であり、本作でNicheシンドロームからの流れを締めくくるということが示唆されている。
2. LOST AND FOUND [3:02]
  - 作詞：Taka / 作曲：Toru & Taka / 編曲：ONE OK ROCK & akkin
  - ディーライツ配給映画『ミロクローゼ』主題歌。
3. アンサイズニア [3:39]
  - 作詞：Taka / 作曲：Toru & Taka / 編曲：ONE OK ROCK & akkin
4. NO SCARED [3:39]
  - 作詞：Taka / 作曲：Toru & Taka / 編曲：ONE OK ROCK & akkin
5. C.h.a.o.s.m.y.t.h. [5:18]
  - 作詞：Taka / 作曲：ONE OK ROCK / 編曲：ONE OK ROCK & akkin

本作のリード曲。
PVが作られている。タイトルの読み方は「カオスミス」。メンバーの友人の頭文字から取ったという。
2020年10月11日に千葉・ZOZOマリンスタジアムで行われた生配信ライブ『ONE OK ROCK 2020 "Field of Wonder" at Stadium Live Streaming supported by au 5G LIVE』で披露された際には演奏後に配信画面に『“C.h.a.o.s.m.y.t.h.” performed in memory of Haruma Miura』という字幕が表示された。
6. Mr.現代Speaker [3:53]
  - 作詞：Taka / 作曲：Toru & Taka / 編曲：ONE OK ROCK & akkin
7. 世間知らずの宇宙飛行士 [3:31]
  - 作詞・作曲：Tomoya & Ryota / 編曲：ONE OK ROCK & akkin

全英詞。打ち込みを多用し、実験的要素も見られる。
8. Re:make [3:24]
  - 作詞・作曲：Taka / 編曲：ONE OK ROCK & 是永巧一
9. Pierce [4:25]
  - 作詞・作曲：Taka / 編曲：ONE OK ROCK / 編曲・ストリングスアレンジ：akkin
10. Let's take it someday  [3:40]
  - 作詞・作曲：Taka / 編曲：ONE OK ROCK & akkin

TakaがLIVEでファンと共に盛り上がりたいという思いで作った曲。
ライブでは基本的にTakaが「3,2,1」とカウントしてファンをジャンプさせ、Taka自身もジャンプしながら歌う。
11. キミシダイ列車  [4:14]（通常盤） / [8:15]（初回限定盤）
  - 作詞：Taka / 作曲：ONE OK ROCK / 編曲：ONE OK ROCK & Daisuke & akkin

「ONE OK ROCK 2009“Emotion Effect”TOUR」会場限定CDに収録されていた未発表ライブ音源をスタジオレコーディングした物。
アレンジが加えられており、メロディや歌詞が若干異なる。
また、当時は曲名がつけられていなかったが、アルバムに収録される際に曲名が付けられた。
初回限定盤は6分9秒（「ロックの語呂合わせ」）からシークレットトラック（お遊びトラック）の「たてやま」が始まる。

## 参加ミュージシャン
- akkin：Strings Arrangement (9)
- 村田泰子：Viola (9)
- 古川淑恵：Cello (9)
- Kazoo：Piano (9)